# Cantó d'Aubaterra
El cantó d'Aubaterra és un cantó francès del departament del Charente, situat al districte d'Angulema. Té 11 municipis i el cap és Aubaterra.

## Municipis
- Aubaterra
- Bellon
- Bona
- Les Essards
- La Prada
- Montinhac
- Nabinau
- Pilhac
- Rouffiac
- Sent Severin
- Sent Roman

| Data d'elecció                           | Identitat                  | Partit                    | Qualitat |
| ---------------------------------------- | -------------------------- | ------------------------- | -------- |
| 19..-1979                                | Bernard de Robinet de Plas | MRG                       |          |
| 1979-1992                                | Raoul Tauzin               | Divers droite             |          |
| 1992-2004                                | Pierre-Marcel Benoît       | RPR                       |          |
| 2004-                                    | Alain Rivière              | Divers gauche, després PS |          |
| les dades anteriors no són pas conegudes |                            |                           |          |
|                                          |                            |                           |          |